# Archaeonectrus

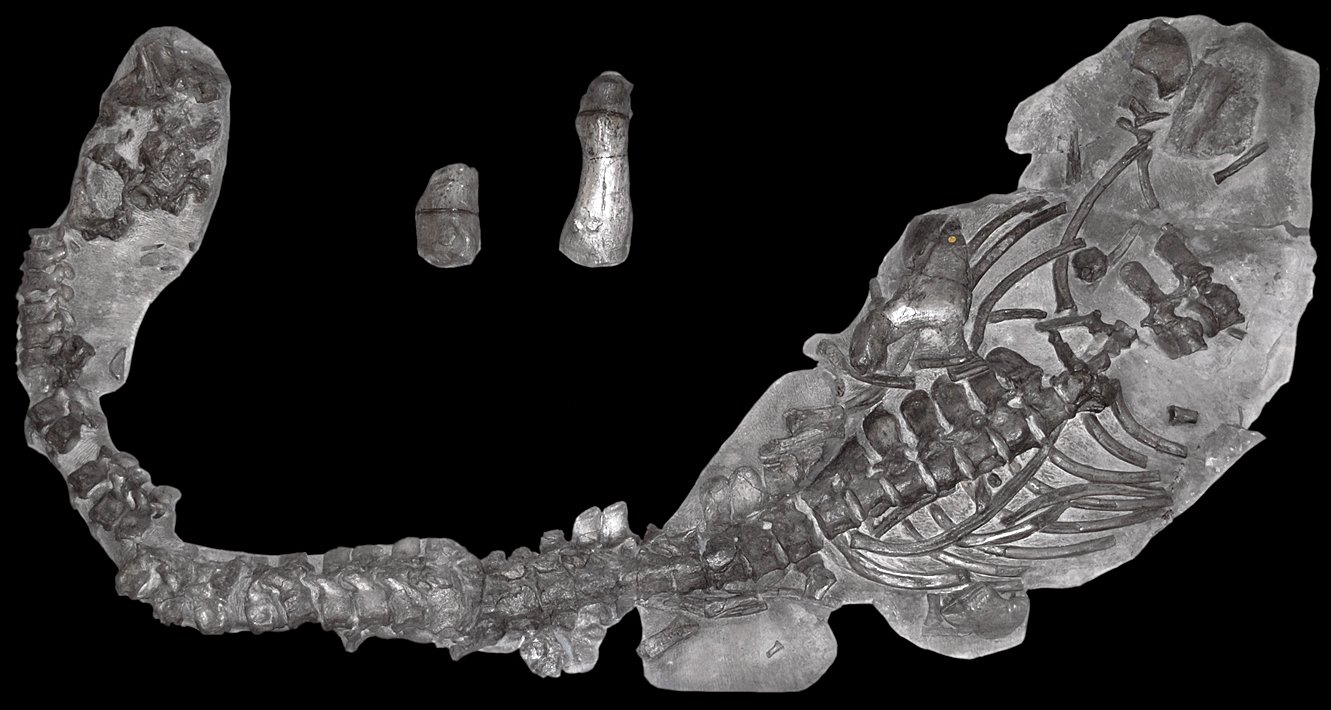
fósil de Archaeonectrus.

Archaeonectrus es un género extinto de pliosaurios jurásicos que habitaron en el sureste de Inglaterra. La especie que designa este género es Archaeonectrus rostratus (originalmente nombrado "Plesiosaurus"), en honor al biólogo inglés Sir Richard Owen en el año 1865, que fue trasladada a su propio género por NI Novozhilov en 1964.